# Adam-Ries-Fachhochschule

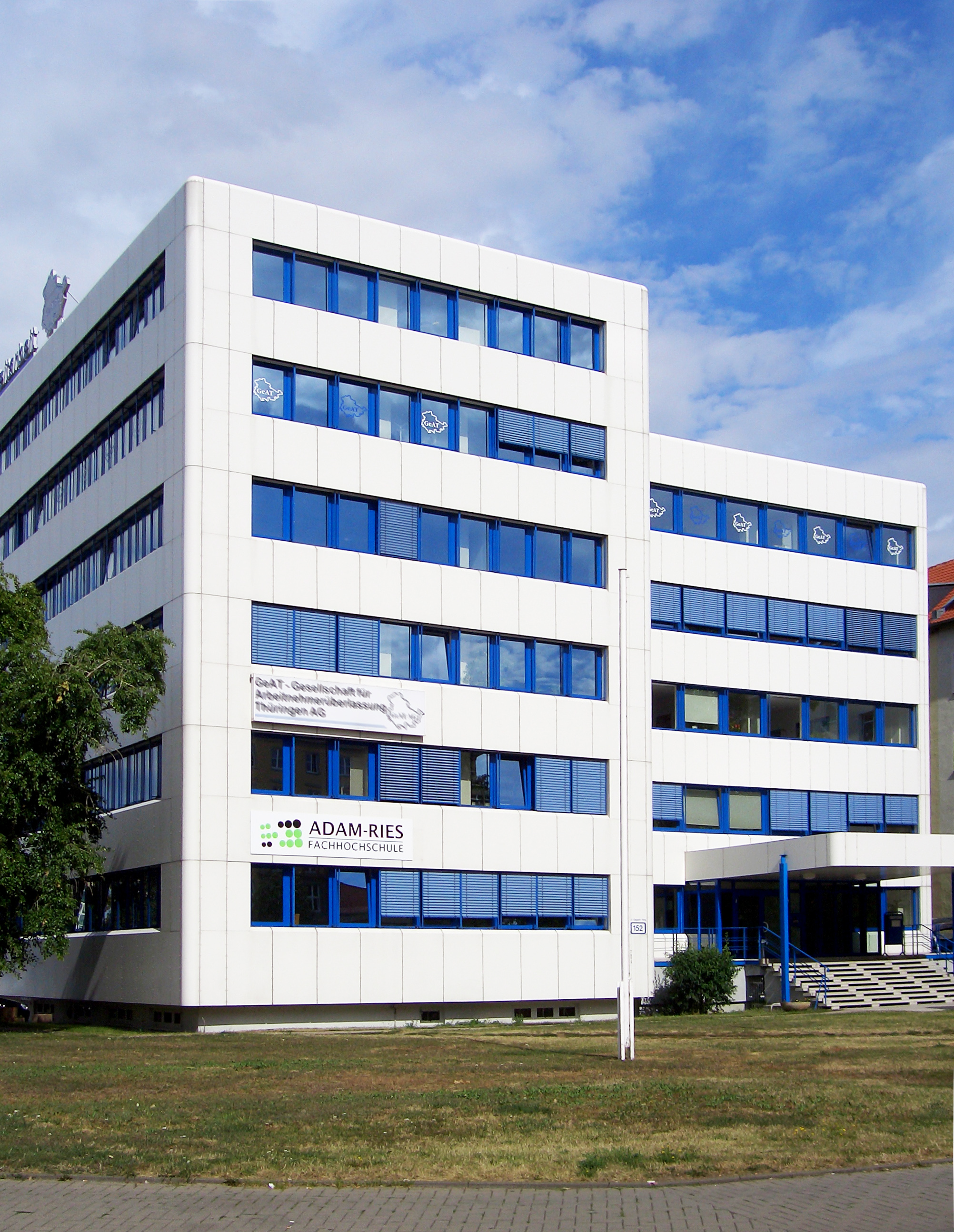
Gebäude der Adam-Ries-Fachhochschule am Studienort Erfurt (2009)

Die Adam-Ries-Fachhochschule (ab September 2013 IUBH Duales Studium) war eine staatlich anerkannte, private Fachhochschule. Zum 1. Oktober 2008 wurden die ersten Studierenden zugelassen. Die Fachhochschule bot fünf Bachelor-Studiengänge mit einem dualen Studienmodell an. Seit dem 1. September 2013 ist die Adam-Ries-Fachhochschule durch Fusion in der Internationalen Hochschule Bad Honnef Bonn aufgegangen. Das Studienangebot wird unter dem Namen „IUBH Duales Studium“ nunmehr durch die Internationale Hochschule Bad Honnef Bonn angeboten, die 2019 ihren Sitz an den Standort der ehemaligen Adam-Ries-Fachhochschule nach Erfurt verlegte.

## Besonderheit
Die Studiengänge basierten auf einem dualen Studium mit in einem wöchentlichen Wechsel zwischen Theoriephasen in der Hochschule und Praxisphasen im jeweiligen Praktikumsbetrieb.

## Studiengänge
- Betriebswirtschaftslehre mit den Vertiefungen: Accounting & Controlling, Steuerberatung, Wirtschaftsprüfung am Studienort Düsseldorf, Erfurt und München
- Tourismuswirtschaft am Studienort Düsseldorf, Erfurt und München
- Produktions- und Logistikmanagement am Studienort Düsseldorf, Erfurt und München
- Marketing Management am Studienort Erfurt, Düsseldorf und München
- Management nachhaltiger Energien am Studienort Erfurt

Quelle:
Das Studium an der Hochschule umfasste sieben Semester und wurde mit dem Bachelor of Arts abgeschlossen.

## Geschichte und Organisation
Initiiert wurde die Fachhochschule im Jahr 2007. Am 7. Mai 2008 wurde sie staatlich anerkannt.
Namensgeber und Leitbild der Fachhochschule für Thüringen war der Rechenmeister Adam Ries, welcher im Jahre 1518 in Erfurt eine Rechenschule gründete.
Zum ersten Studienort Erfurt kamen zum Beginn des Wintersemesters 2011/2012 als weitere Studienorte Düsseldorf und München hinzu.
Im Jahr 2013 fusionierte die Adam-Ries-Fachhochschule mit der Internationalen Hochschule Bad Honnef • Bonn (IUBH) und trägt heute den Namen IUBH Duales Studium.